# Daubeuf-près-Vatteville
Daubeuf-près-Vatteville è un comune francese di 502 abitanti situato nel dipartimento dell'Eure nella regione della Normandia.

## Società

### Evoluzione demografica
Abitanti censiti